# Кинокомпозитор
Кинокомпози́тор или компози́тор кино́ — композитор, сочиняющий музыку для кинофильмов. 
Музыка является важным художественным элементом и выразительным средством кинематографа, создавая определённую композитором и режиссёром атмосферу при просмотре фильма. Это было замечено ещё в начале XX века, когда сеансы немого кино стали сопровождаться музыкальным аккомпанементом; человек, игравший на музыкальном инструменте (обычно на фортепиано) во время киносеанса назывался «тапёр». Первые кинокомпозиторы писали музыку именно для тапёров, и только после появления звукового кино их музыка стала записываться в студии для последующего воспроизведения аудиоаппаратурой.